# Efferia texana
Efferia texana este o specie de muște din genul Efferia, familia Asilidae. A fost descrisă pentru prima dată de Banks în anul 1919. Conform Catalogue of Life specia Efferia texana nu are subspecii cunoscute.